# Antocha (Antocha) amblystyla
Antocha (Antocha) amblystyla is een tweevleugelige uit de familie steltmuggen (Limoniidae). De soort komt voor in het Oriëntaals gebied.